# 1976
1976（千九百七十六、せんきゅうひゃくななじゅうろく）は、自然数または整数において、1975の次で1977の前の数である。

## 性質
- 1976は合成数であり、約数は1, 2, 4, 8, 13, 19, 26, 38, 52, 76, 104, 152, 247, 494, 988, 1976である。
  - 約数の和は4200。
  - 486番目の過剰数である。1つ前は1974、次は1980。
- 3つの平方数の和7通りで表せる90番目の数である。1つ前は1962、次は2005。(オンライン整数列大辞典の数列 A025327)
- 1976 = 23 + 53 + 83 + 113
  - 4つの正の数の立方数の和で表せる616番目の数である。1つ前は1972、次は1978。(オンライン整数列大辞典の数列 A003327)
- n = 1976 のとき n と n + 1 を並べた数を作ると素数になる。n と n + 1 を並べた数が素数になる185番目の数である。1つ前は1968、次は1998。(オンライン整数列大辞典の数列 A030457)
- 1976 = 452 − 49
  - n = 45 のときの n2 − 49 の値とみたとき1つ前は1887、次は2067。(オンライン整数列大辞典の数列 A098848)
- 約数の和が1976になる数は1個ある。(1359) 約数の和1個で表せる299番目の数である。1つ前は1962、次は1986。
- 各位の和が23になる34番目の数である。1つ前は1967、次は1985。

## その他 1976 に関連すること
- 西暦1976年
- 『1976』は友部正人の 5 枚目のアルバムである。